# Otoineppu
Otoineppu (音威子府村, Otoineppu-mura) est un village du district de Nakagawa, situé dans la sous-préfecture de Kamikawa, sur l'île de Hokkaidō, au Japon.

## Géographie

### Situation
Le village d'Otoineppu est situé dans le nord de la sous-préfecture de Kamikawa, au bord du fleuve Teshio. À l'est se trouvent les monts Kitami et à l'ouest les monts Teshio.

### Démographie
Au 30 septembre 2015, la population d'Otoineppu s'élevait à 791 habitants répartis sur une superficie de 275,63 km2.

### Climat
| Mois                                             | jan.       | fév.       | mars       | avril     | mai       | juin      | jui.      | août      | sep.      | oct.      | nov.       | déc.       | année      |
| ------------------------------------------------ | ---------- | ---------- | ---------- | --------- | --------- | --------- | --------- | --------- | --------- | --------- | ---------- | ---------- | ---------- |
| Température minimale moyenne (°C)                | −13,9      | −14,5      | −8,4       | −1,3      | 4,3       | 9,2       | 14        | 15,2      | 10,5      | 4,1       | −1,7       | −8,8       | 0,7        |
| Température moyenne (°C)                         | −8         | −7,7       | −2,7       | 3,6       | 10,1      | 14,5      | 18,5      | 19,5      | 15,3      | 8,7       | 1,7        | −4,8       | 5,7        |
| Température maximale moyenne (°C)                | −3,9       | −2,7       | 1,8        | 8,5       | 16,4      | 20,7      | 24,2      | 24,8      | 21,1      | 14,1      | 5,3        | −1,5       | 10,7       |
| Record de froid (°C) date du record              | −34,8 1985 | −34,9 1982 | −30,1 1986 | −15 1987  | −4,6 2001 | −0,8 1996 | 4,6 1979  | 4,8 2008  | 1 1984    | −6,7 2006 | −19,2 1988 | −27,4 2020 | −34,9 1982 |
| Record de chaleur (°C) date du record            | 6,5 2009   | 8,6 2020   | 13,9 2021  | 25,3 1998 | 31,5 2019 | 33,6 2012 | 36,6 2021 | 35,5 2021 | 31,4 2019 | 25,7 2019 | 19,2 2003  | 10 1990    | 36,6 2021  |
| Ensoleillement (h)                               | 41         | 61,7       | 97,1       | 144       | 175,1     | 160       | 139,8     | 130,8     | 137,2     | 108,5     | 40,3       | 23,4       | 1 260,4    |
| Précipitations (mm)                              | 106,7      | 70,7       | 71,4       | 56,8      | 65,5      | 60,6      | 120,4     | 163,9     | 148       | 164,3     | 180,3      | 158        | 1 391,2    |
| dont neige (cm)                                  | 291        | 218        | 179        | 72        | 3         | 0         | 0         | 0         | 0         | 3         | 124        | 325        | 1 216      |
| Nombre de jours avec précipitations              | 21,1       | 17,3       | 16,1       | 12,1      | 10,7      | 8,8       | 10,2      | 11,4      | 13,8      | 17,5      | 21,6       | 25         | 187,4      |
| dont nombre de jours avec précipitations ≥ 10 mm | 2,9        | 1,6        | 1,5        | 1,4       | 2         | 2,1       | 4         | 4,8       | 4,8       | 5,9       | 6,6        | 5,2        | 43,8       |
| Nombre de jours avec neige                       | 24,1       | 20,8       | 19,1       | 10,3      | 0,5       | 0         | 0         | 0         | 0         | 0,3       | 10,5       | 24,3       | 110,6      |

| Diagramme climatique                                  |               |             |             |             |             |             |               |             |              |              |             |
| J                                                     | F             | M           | A           | M           | J           | J           | A             | S           | O            | N            | D           |
| −3,9−13,9106,7                                        | −2,7−14,570,7 | 1,8−8,471,4 | 8,5−1,356,8 | 16,44,365,5 | 20,79,260,6 | 24,214120,4 | 24,815,2163,9 | 21,110,5148 | 14,14,1164,3 | 5,3−1,7180,3 | −1,5−8,8158 |
| Moyennes : • Temp. maxi et mini °C • Précipitation mm |               |             |             |             |             |             |               |             |              |              |             |